# Eutrichota spinisoides
Eutrichota spinisoides är en tvåvingeart som först beskrevs av John Otterbein Snyder 1952.  Eutrichota spinisoides ingår i släktet Eutrichota och familjen blomsterflugor. Inga underarter finns listade i Catalogue of Life.